# Ljubomir Vranjes
Ljubomir Vranjes (født 3. oktober 1973 i Göteborg) er en tidligere svensk håndboldspiller og nuværende klubtræner for svenske IFK Kristianstad samt landstræner for Slovenien. Han spillede blandt andet for de tyske Bundesligaklubber SG Flensburg-Handewitt og HSG Nordhorn.

## Landshold
Vranjes nåede i sin karriere at spille i alt 164 landskampe og score 451 mål for det svenske landshold. Han vandt med dette adskillige titler, blandt andet EM 3 gange og VM en enkelt gang.